# Liste der Baudenkmäler in Rothenburg ob der Tauber
Auf dieser Seite sind die Baudenkmäler in der mittelfränkischen Großen Kreisstadt Rothenburg ob der Tauber zusammengestellt. Diese Tabelle ist eine Teilliste der Liste der Baudenkmäler in Bayern. Grundlage ist die Bayerische Denkmalliste, die auf Basis des Bayerischen Denkmalschutzgesetzes vom 1. Oktober 1973 erstmals erstellt wurde und seither durch das Bayerische Landesamt für Denkmalpflege geführt wird. Die folgenden Angaben ersetzen nicht die rechtsverbindliche Auskunft der Denkmalschutzbehörde.

## Aufteilung
Wegen der großen Anzahl von Baudenkmälern wurde die Denkmalliste in Teillisten untergliedert.
| Umfang                                                      | Liste                            | Bild eines Denkmals                                                             |
| ----------------------------------------------------------- | -------------------------------- | ------------------------------------------------------------------------------- |
| Das Ensemble der Altstadt                                   | Ensemble Altstadt                | Kirche St. Johannis, Rathaus, Kirche St. Jakob Ansicht von Süden, Aufnahme 2014 |
| Die Stadtbefestigung als Flächendenkmal                     | Stadtbefestigung                 | Wallzwinger des Klingentors Ansicht von Westen, Aufnahme 2013                   |
| Die Einzelbaudenkmäler innerhalb des Ensembles Altstadt     | Altstadt                         | Häuserzeile am Marktplatz Ansicht von Westen, Aufnahme 2014                     |
| Die Einzelbaudenkmäler der Kernstadt außerhalb der Altstadt | Kernstadt außerhalb der Altstadt | Schule Bezoldweg 31 Ansicht von Süden, Aufnahme 2012                            |
| Die Einzelbaudenkmäler der weiteren Ortsteile               | Weitere Ortsteile                | Leuzenbronn, Evangelische Kirche Ansicht von Osten, Aufnahme 2013               |